# Теория на хаоса
Теория на хаоса е математически апарат, опериращ на базата на поведението на някои нелинейни динамични системи и описващ явление, известно като хаос – още и като термина „чувствителност към началните условия“. Примери за подобни системи са: атмосферата, турбулентните потоци, биологичните популации и икономическите системи.
Въпреки че математическите системи с хаотично поведение са детерминирани, т.е. те се подчиняват на някакъв строг закон, също така съществува такава област на физиката, като теорията на квантовия хаос, изучаваща недетерминираните системи, действащи по законите на квантовата механика.

## Исторически сведения
През 1963 г. теорията на хаоса е открита от американския метеоролог Едвард Лоренц. Принос към тази наука след 1970 г. имат Рюел и Такенс, които са автори на концепцията и термина за странен атрактор, а Ли и Йорк първи употребяват термина хаос в съвременния смисъл на думата.
Теорията на хаоса прави третата поправка в Нютоновата динамика, доказвайки, че изчислителната точност е ограничена, в резултат на което е невъзможна неограничена предсказуемост във времето, основана на начални данни и изчисления.
За разлика от теорията за относителността и квантовата механика, теорията на хаоса остава в рамките на класическата механика, служейки си със средствата на приложната математика. Теорията на хаоса има широко приложение в химията, биологията, медицината, екологията и икономиката.

## Основни понятия

### Хаос
Не съществува кратка и точна разбираема дефиниция в съвременен научен смисъл за същността на хаоса. Дефинициите са с предимно описателен характер.
За да бъде една система хаотична, независимо от вида ѝ, е необходимо, но не и достатъчно, е тя да бъде нелинейна. Системата задължително трябва да е детерминирана и да показва силна чувствителност към началните условия. Хаотичните системи могат да бъдат съставени и от едно уравнение. 
Често дори системи с малък брой степени на свобода са хаотични. Класически пример е системата на Лоренц за непрекъснат процес:
{\displaystyle {\displaystyle {\dot {X}}=a(Y-X)}}
{\displaystyle {\displaystyle {\dot {Y}}=X(b-Z)-Y}}
{\displaystyle {\displaystyle {\dot {Z}}=XY-cZ}}

### Случайност, детерминиране и бифуркации
Съществуват нелинейни системи с най-различна природа с толкова сложен вид като функция на времето X(t), че са наречени случайни и се изучават само със статистически методи.
Ако няма външни случайни въздействия върху системата, тя е напълно детерминирана. В много случаи такива системи са описани с конкретни нелинейни диференциални уравнения, чиито решения приличат на случайни функции. Такова поведение може да бъде резултат само на вътрешната динамика на такива системи, изразяваща се във възникване на неустойчивости и внезапни преходи от едно състояние в друго (бифуркации) при изменения на параметрите на дадената система. Много малки изменения в началните условия водят до съществени различия в решенията.
Математически, такива системи се описват от диференциали уравнения. В тях няма коефициенти или свободни членове, както и гранични условия, които да са случайни величини (функции). Ако въпреки това решението има толкова сложен вид, че изглежда като случайна функция е налице детерминистичен хаос. За краткост прилагателното детерминистичен често се изпуска. В теорията засега се има предвид почти винаги само времеви хаос, т. е. сложно поведение на детерминистични системи във времето (прилагателното времеви за краткост се изпуска). Причината е, че теорията за хаоса в пространството не е разработена. Типичен пример е турбулентността.

### Атрактор
Атрактор (от англ. to attract – притеглям) – геометрична структура, характеризираща поведението във фазовото пространство в продължение на дълго време. Тук възниква необходимост да се определи понятието фазово пространство.

### Фазово пространство
Фазово пространство – това е абстрактно пространство, координатите на което представляват степените на свобода на системата. Например, при движението на махалото имаме две степени на свобода. Това движение е напълно определено от началната скорост на махалото и положението му. Ако на движението на махалото не се оказва съпротивление, то фазовото му пространство ще бъде затворена крива. В реалността на Земята на движението на махалото влияе силата на триене. В този случай фазовото пространство ще бъде спирала.
Бифуркация и Дървото на Фейгенбаум.
Казано просто, атрактор е това, към което се стреми системата, към което тя е привлечена. Атракторът е област в пространството на възможните състояния, в която системата може да се движи, без да може да се откъсне от тях. В този смисъл, атракторът е подобен на „черна дупка“ в пространството, която постоянно всмуква материя и никога не позволява нещо да се измъкне. Тази област може да има различни измерения, като: нулевомерния точков атрактор и едномерния граничен цикъл, които са най-простите случаи.

## Точков атрактор
Най-простият тип атрактор е точката. Такъв атрактор е махалото при наличие на триене. Независимо от началната скорост и положение, такова махало винаги ще се стреми към състояние на покой, т.е. в точка. Точковият атрактор е най-простия път от хаоса към реда. Той съществува в първото измерение на линия, която е сбор от безкрайно количество точки. Например точковият атрактор води човека неизменно към една дейност или го отблъсква от друга, подобно положителния или отрицателния полюс на електромагнитната енергия. Ние не знаем как ще се държи всяка частица от водата във вана с играещо вътре дете, но със сигурност знаем, че ако я пуснем да изтича, ще се стреми към точката на отвора на дъното.
Съществува понякога точка между привличането и отблъскването, точка „седло“ (инфлексна точка), в която енергиите са в баланс, преди една от силите да стане по-голяма от другата. С изключение на тези редки примери на инфлексна точка, това е „черно-бяло“, „добър-лош“, целенасочен атрактор.

## Цикличен атрактор (граничен цикъл)
Следващият тип атрактор е граничният цикъл, който има вид на затворена крива линия. Пример за такъв атрактор е махалото, на което не влияе силата на триене. Друг пример е биенето на сърцето. Честотата на биене може да намалява или нараства, но тя винаги се стреми към своя атрактор, своята затворена крива. Цикличния атрактор кара човека да се стреми отначало към едно нещо, а след това към друго (цикъла сън и бодърстване, например), подобно на магнитен кръг, отначало привличайки, после отблъсквайки се, след това привличайки се отново. Той съществува във второто измерение на равнина, сбор от безкрайно количество линии. С него се характеризира пазара, където цената се движи нагоре или надолу в определен диапазон, в течение на някакъв период време. Например, високите борсови цени на зърно есента на тази година предизвикват увеличение на посевните площи следващата пролет, което на свой ред води до увеличаване на реколтата зърно и понижаване на цените в следващата година. След това фермерите намаляват посевните площи и т.н. Този атрактор е по-сложен от точковия атрактор и представлява основна структура за по-сложно поведение.

## Тороидаленатрактор
Тороидалния атрактор е още по-сложен атрактор. Той представлява сложна циркулация, която се повтаря, докато се движи напред. Съществува в третото измерение, в тяло, което се състои от безкраен брой плоскости. В сравнение с цикличния и точковия атрактор, атрактора „тор“ въвежда по-голяма степен на безпорядъчност. Но за разлика от странния атрактор, прогнози все още могат да се правят, образецът е фиксиран и краен. Графично изглежда като геврек, автомобилна гума (тор). Той образува спираловидни кръгове на ред различни плоскости и понякога се връща в същата точка, от която е тръгнал, завършвайки пълен оборот.
Неговата основна характеристика е повтарящото се действие. Този атрактор пресъздава нещо като хомеостаза, подобно на тази, при която популацията на насекомите влияе на популацията на жабите. В частност, присъствието на голям брой насекоми води до увеличаване броя на жабите, а големия брой жаби ще изяждат повече насекоми, което води до съкращаване популацията на тези насекоми. Поради намаляването на храната, популацията на жабите започва да намалява. Аналогията в психологията са сензорните функции: усещане и чувствителност.
От всичко казано следва, че точковия атрактор може да се представи във вид на едномерна линия, цикличния атрактор – като множество линии (не непременно прави) в двумерната плоскост, тороидалният атрактор са множество плоскости в тримерното пространство.

## Странен атрактор
Първият странен атрактор е атракторът на Лоренц. Хаосът в атмосферата е един от първите обекти на съвременната теория на хаоса, защото самият Едуард Лоренц бил метеоролог. Неговият труд за детерминирано непериодично течение (Edward N. Lorenz, "Deterministic non-periodic flow Journal of Atmospheric Sciences, 20, 130 – 41 (1963)) се смята от мнозина, че полага началото на теорията на хаоса. В него поведението на газообразна система, Лоренц опростява до система от три нелинейни диференциални уравнения, в случая дадени с Нютонови означения:
{\displaystyle {\dot {X}}=a(Y-X)}
{\displaystyle {\dot {Y}}=X(b-Z)-Y}
{\displaystyle {\dot {Z}}=XY-cZ}
Атракторът на Лоренц, представя поведението на газ, в което и да е дадено време. Състоянието му в даден момент зависи от състоянието му в момента, предшестващ дадения.
Ако началните данни се изменят дори с нищожно малки величини, да кажем съизмерими с колебанията на числото на Авогадро (от порядъка на 10-24), проверката на състоянието на атрактора ще покаже абсолютно различни стойности. Това е така, защото малките разлики се увеличават в резултат на рекурсията, но графиката на атрактора ще изглежда достатъчно сходна.
Двете системи ще имат абсолютно различни значения във всеки даден момент от време, но графиката на атрактора ще остане същата, т.е. тя изразява общото поведение на системата.
Обяснението за неравномерното преместване на газа лежи на молекулярно ниво – все пак движението на атомите и молекулите във флуидите си е съвсем хаотично.
Молекулярните взаимодействия са много слаби, но те предизвикват случайните флуктуации, които водят до непредвидими последствия. Най-важната характеристика на странния атрактор е чувствителността му към началните условия („ефекта на пеперудата“). И най-малкото отклонение от началните условия може да доведе до огромни различия в резултата.
Според известната пословица: „Когато в дъждовните гори на Амазония една пеперуда размаха крилца – тя предизвиква ураган в Мексико“. Дали наистина можем да разчитаме на пеперудите?
Какво прави пеперудата? Измества една точка във фазовото пространство, което представя метеорологичното време. Да допуснем, че тази точка лежи на един макар и много сложен и многомерен атрактор А – малък размах на пеперудата може да отдели точка от атрактора само за много кратко време, след което бързо се връща на същия атрактор в да кажем, близка, съседна точка B. Траекторията на отклонение A и B е експоненциална, но тъй като лежат на един атрактор, те генерират подобно поведение във времето. Пеперудите сами не предизвикват ураганите (причините за тях са по-глобални), но могат да повлияят „леко“ на това, кога точно ще се случат.

## Малка теория на хаоса
Теория, обясняваща несъществуването на понятието „хаос“ в общоприетия смисъл. Тъй като се приема, че хаосът е противоположност на идеалния ред, всъщност следва, че всяка модификация, различна от идеалния ред, е отчасти хаос и отчасти ред (ако вземем аритметична прогресия с разлика 1 и 10 члена, подредени първо по възходящ начин, след това разбъркани произволно, твърдението може да се докаже). Всяка неизвестна подредба на тази прогресия може да се нарече хаос, а всяка вече известна се нарича ред. При произволна подредба на прогресията е невъзможно да се постигне хаос, тъй като въпросният начин на подреждане е вече известен, което прави тази подредба (според Теорията) ред. С това учените от ПСУ доказаха летливостта на понятието „хаос“, тъй като ако се даде нагледен пример за хаос, той моментално изчезва.